# Billy (Saw)
Billy es un títere y el avatar representativo de Jigsaw y sus sucesores en la saga de Saw. Es utilizado por el personaje principal de la historia, John Kramer, el asesino Jigsaw, para comunicarse con sus víctimas. Aunque todavía no ha sido identificado en el cine, Billy es el nombre por el que es reconocido por los escritores, directores y miembros del reparto, equipo de documentales y entrevistas. El nombre le fue dado por su creador, James Wan, quien es el director y coguionista de Saw.
El objetivo principal de Billy es entregar los mensajes grabados en casete de Jigsaw a sus víctimas, a menudo mediante una pantalla de televisión para distribuir los detalles de las sádicas trampas y los medios que les son entregados a las víctimas para darles la oportunidad de sobrevivir.
Recientemente, ha salido a la venta, una línea de muñecos Billy. Conservan las principales características del muñeco original, aunque su apariencia es más limpia. Así mismo, para las fiestas de Halloween, ha salido a la venta una línea de máscaras de Billy.

## Características
Billy parece ser un muñeco de ventrílocuo modificado, ya que su mandíbula es movible para aparentar que tiene la capacidad de hablar. Sin embargo no se utiliza de la misma manera que estos muñecos, ya que es Jigsaw lo ha acondicionado para desplazarse en un triciclo y moverse por medio de animatrónica, lo que hace parecer que actuara de forma autónoma. 
Su rostro es blanco, y tiene un frente, nariz y mejillas protuberantes, con espirales rojas pintadas sobre ellas. Sus labios rojos forman una sonrisa. Sus ojos son de color negro, con iris de color rojo, y en su cabeza, su pelo es negro, desordenado y sobresale su calva.
En cuanto a su vestimenta, destaca el uso de un esmoquin negro, camisa y guantes blancos, zapatos con diamantina, corbata de lazo rojo y un pañuelo rojo en su bolsillo; en el cortometraje, utiliza un sombrero bombín negro. A menudo monta en un anticuado, triciclo rojo. El único sonido emitido "directamente" por él, es una carcajada aguda que suena justo antes de que Jigsaw lo utilice para emitir sus mensajes. 
Se puso de manifiesto en Saw IV que el diseño de Billy fue tomado de un muñeco de menor tamaño que Kramer había entregado entonces a su esposa Jill, que reapareció en Saw V.

## Construcción
Según Wan, la construcción de la cara de la marioneta de Saw implicaba arcilla, papel maché y bolas negras de ping-pong, con los iris pintados para los ojos. También afirma la existencia de rollos de papel en algunas de sus partes. Para moverlo, los titiriteros utilizaban largos hilos de pescar.
Para Saw II, Billy fue diseñado con características mecánicas para así poder producir movimientos controlados por un mando a distancia, incluyendo su mandíbula pronunciada y sus ojos.
Para Saw III, se ofreció la marioneta original, pero consideraron que no podían trabajar con ella, ya que el tiempo la había dañado. En su cuerpo se dejó de utilizar la fibra de vidrio, sustituida por espuma, y se utilizaron imanes para sujetarlo al triciclo. La parte de atrás de su cabeza era extraíble, para deslizar las piezas con una mayor facilidad.
En Saw IV se volvió a utilizar la espuma como material. Usaron fuertes imanes para hacer un reverso plano a la marioneta, a fin de que pudiese ser fácilmente colocada sobre cualquier superficie metálica.
Las bolas de ping-pong en los ojos rellenas de resina eran controladas con un mando a distancia, al igual que la boca. También hay un flashback de Jigsaw dándole una versión temprana menos amenazante de Billy a Jill Tuck como regalo para su hijo por nacer, Gideon. Una entrevista con Tobin Bell reveló que este fue el comienzo de una historia sobre los orígenes de Billy, como el de su triciclo, que se explorará en futuras películas de Saw.

## Tributo al personaje
- El artista pop experimental Eric Millikin creó un gran retrato en mosaico de Billy con dulces y arañas de Halloween como parte de su serie "Totally Sweet" en 2013.[3][4]

## Apariciones
- Saw 0.5
- Saw
- Saw 2
- Saw 3
- Saw 4
- Saw 5
- Saw 6
- Saw 7
- Jigsaw
- Spiral: From The Book of Saw
- Saw X
- Saw: The Videogame
- Saw II: Flesh & Blood